# Glyphembia guatemalae
Glyphembia guatemalae är en insektsart som beskrevs av Ross 2003. Glyphembia guatemalae ingår i släktet Glyphembia och familjen Anisembiidae.
Artens utbredningsområde är Guatemala. Inga underarter finns listade i Catalogue of Life.